# روت (آرکانزاس)
روت (به انگلیسی: Ruth) یک منطقهٔ مسکونی در ایالات متحده آمریکا است که در آرکانزاس واقع شده‌است. روت ۲۴۲٫۹۳ متر بالاتر از سطح دریا واقع شده‌است.